# كولن كلارك (لاعب كرة قدم)
كولن كلارك (بالإنجليزية: Colin Clarke)‏ (4 أبريل 1946 بغلاسكو في المملكة المتحدة - ) هو مدرب كرة قدم ولاعب كرة قدم بريطاني في مركز الدفاع. لعب مع أكسفورد يونايتد ونادي أرسنال ونادي بليموث أرجايل ولوس أنجلوس أزتكس ونادي كيترينغ تاون.

## وصلات خارجية
- كولن كلارك على موقع قاعدة بيانات كرة القدم.إي يو (الإنجليزية)